# Eutelia adoratrix
Eutelia adoratrix là một loài bướm đêm trong họ Noctuidae.